# Isser Yehuda Unterman
Isser Yehuda Unterman (né le 19 avril 1886 à Brest-Litovsk, Gouvernement de Grodno, Empire russe et mort le 26 janvier 1976 à Jérusalem, Israël) est le deuxième grand-rabbin ashkénaze d'Israël de 1964 à 1972.

## Biographie
Isser Yehuda Unterman,  est né le 19 avril 1886 à Brest, Biélorussie.
Il est le fils de  Eliyahu Nehemiah Unterman et de Sheina Rachel Unterman. Eliyahu Nehemiah Unterman est né en 1858 et est mort à Tel Aviv le 28 février 1931. Sheina Rachel Unterman (née Fisher) est née circa
1870 à Brest, Biélorussie et est morte circa 1930.
Il fait partie d'une fratrie de 5 enfants: Celia (Tsirl) Rubin-Dubiner (Unterman) (née le 2 mai 1888  à Brest, Biélorussie et morte circa 1965), Yosef Dov Unterman (né en 
1896 et mort en 1972), Yisrael Beteli Unterman (né circa 1900), Sima Achilea (Unterman) (née circa 1901).
Isser Yehuda Unterman épouse Rachel Lea Unterman (née Yalin) (morte en 1951 à Tel Aviv).
Ils ont 8 enfants dont: Avraham Yitzchak Unterman (né circa 1910 et mort circa 1997), Baruch "Bernard" Unterman (né en 1915 et mort en 1992), le rabbin Rabbi Mordechai Maurice Unterman (né le 18 mars 1917 et mort le 31 octobre 2000), Joseph Unterman, le rabbin Elchanan Unterman et Esther Freund (Unterman).

### Études
Isser Yehuda Unterman étudie à la yechiva de Mir et à la yechiva de Volojine. Il reçoit son ordination rabbinique des mains du rabbin Raphael Shapiro.

### Lituanie
Il devient Rosh Yeshiva à Vichnieva, en Lituanie, à l'âge de 24 ans.
Il occupe diverses positions de rabbin en Lituanie, la dernière étant celle de rabbin de Grodno, de 1921 à 1924.
Durant la Première Guerre mondiale, il représente sa communauté auprès des autorités. Après la guerre, il contribue au renouvellement des yeshivot de Lituanie.

### Liverpool
En 1924, il devient rabbin de Liverpool, au Royaume-Uni.
Il acquiert la langue anglaise rapidement.
Sioniste convaincu, il devient le président du Mizrachi anglais. Il témoigne devant la Commission d'enquête Anglo-américaine sur la Palestine en 1946. 
Il défend les droits des étrangers et devient membre du Conseil des Chrétiens et des Juifs.

## Œuvres
- (he) Shevet mi-Yehudah,  1952, sur la  Halakhah